# Pallacanestro Cantù 2001-2002
Questa voce raccoglie le informazioni riguardanti la Pallacanestro Cantù nelle competizioni ufficiali della stagione 2001-2002.

## Stagione
La stagione 2001-2002 della Pallacanestro Cantù, sponsorizzata Oregon Scientific, è la 45ª nel massimo campionato italiano di pallacanestro, tornatosi a chiamare Serie A.
Con l'avvio della nuova stagione e la "deregulation" le società italiane di pallacanestro potevano tesserare fino a sette stranieri con anche la caduta della distinzione tra giocatori comunitari ed extracomunitari. Vennero così confermati Dan Gay, Antonello Riva, Bootsy Thornton e Marcelo Damião e di conseguenza Stefano Sacripanti voleva poter allenare sette giocatori americani in squadra. In questo modo insieme a Bruno Arrigoni si arrivò all'acquisto di Shaun Stonerook, Sam Hines, Ryan "Soldato" Hoover, Jerry "Sceriffo" McCullough e Todd Lindeman.
Durante la preparazione al campionato ci furono vittorie su vittorie per gli uomini di Stefano Sacripanti, ma all'esordio in campionato vennero fermati dalla Virtus Bologna, mettendo comunque grande paura ai padroni di casa lanciando un forte segnale. Nonostante ciò alla decima giornata i canturini si trovarono in quarta posizione e in questo modo i biancobù rinnovarono la passione dei loro tifosi che negli ultimi anni si era un po' affievolita. Il girone di andata venne chiuso in quinta posizione e la Pallacanestro Cantù seppe per la prima volta nella sua storia qualificarsi alle Final Eight di Coppa Italia, dove però venne eliminata immediatamente dalla Montepaschi Siena. Il campionato venne chiuso in quarta posizione e ai playoff i canturini incontrarono ancora una volta la Montepaschi Siena contro cui giocarono una partita più bella dell'altra culminante con il 77-58 di gara-3, guadagnandosi l'accesso alle semifinali contro la Skipper Bologna. Evento storico per la Pallacanestro Cantù che arrivava da stagioni molto difficili e l'ultima semifinale scudetto l'aveva disputata nella stagione 1992-1993. Così il 28 maggio iniziò una lunga saga tra Skipper Bologna e Cantù. Al PalaDozza per la Oregon Scientific Cantù non ci fu partita, ma a Cucciago le cose cambiarono e fu Cantù ad avere la meglio. Nella terza partita gli uomini di Stefano Sacripanti riuscirono a rimanere in partita solo per i primi venti minuti ma poi i bolognesi ebbero la meglio, ma successivamente al Pianella la Pallacanestro Cantù riuscì ad impattare la serie sul 2-2. In gara-5 i biancoblù stupirono tutti chiudendo anche avanti di nove a dieci minuti dalla fine, poi, complice un canestro contestatissimo di Gianluca Basile da tre, la Skipper Bologna riuscì a rimontare lo svantaggio e a vincere 68-64. Il traguardo della finale scudetto venne solo sfiorato e ci fu molta delusione tra i giocatori, ma nonostante questo la società aveva ritrovato l'entusiasmo del proprio pubblico grazie alle prodezze dei "Fab Five".

## Roster
| Oregon Scientific Cantù 2001-2002 | Oregon Scientific Cantù 2001-2002 |
| Giocatori                         | Staff tecnico                     |
| --------------------------------- | --------------------------------- |

| N. | Naz.                                       | Ruolo | Nome               | Anno | Alt.   | Peso   |  |
| -- | ------------------------------------------ | ----- | ------------------ | ---- | ------ | ------ |  |
| 4  | Brasile (bandiera) · Italia (bandiera)     | AC    | Marcelo Damião     | 1975 | 204 cm | 110 kg |  |
| 5  | Stati Uniti (bandiera)                     | PG    | Ryan Hoover        | 1974 | 187 cm | 83 kg  |  |
| 8  | Stati Uniti (bandiera)                     | AP    | Samuel Hines       | 1970 | 198 cm | 102 kg |  |
| 9  | Stati Uniti (bandiera)                     | P     | Jerry McCullough   | 1973 | 178 cm | 82 kg  |  |
| 10 | Stati Uniti (bandiera)                     | C     | Todd Lindeman      | 1972 | 213 cm | 120 kg |  |
| 11 | Stati Uniti (bandiera) · Italia (bandiera) | C     | Dan Gay            | 1961 | 207 cm | 108 kg |  |
| 12 | Italia (bandiera)                          | G     | Antonello Riva (C) | 1962 | 196 cm | 99 kg  |  |
| 15 | Stati Uniti (bandiera)                     | G     | Bootsy Thornton    | 1977 | 195 cm | 88 kg  |  |
| 16 | Italia (bandiera)                          | GA    | Luca Ansaloni      | 1967 | 196 cm | 93 kg  |  |
| 18 | Italia (bandiera)                          | AG    | Luca Bergna        | 1982 | 202 cm | 95 kg  |  |
| 19 | Italia (bandiera)                          | G     | Patrizio Riva      | 1981 | 198 cm | 90 kg  |  |
| 20 | Stati Uniti (bandiera)                     | AG    | Shaun Stonerook    | 1977 | 201 cm | 97 kg  |  |

| Allenatore                                                                                     |
| - Stefano Sacripanti                                                                           |
| Assistente/i                                                                                   |
| - Bruno Arrigoni - Flavio Fioretti Legenda - (C) Capitano - (IN) Inattivo - Infortunato Roster |

## Mercato

### Sessione estiva
| Acquisti | Acquisti         | Acquisti          | Acquisti   |
| R.       | Nome             | da                | Modalità   |
| -------- | ---------------- | ----------------- | ---------- |
| AC       | Marcelo Damião   | Fortitudo Bologna | definitivo |
| AG       | Shaun Stonerook  | Anversa Giants    | definitivo |
| AP       | Samuel Hines     | Ironi Ramat Gan   | definitivo |
| PG       | Ryan Hoover      | Bravos de Port.   | definitivo |
| P        | Jerry McCullough | Pau-Orthez        | definitivo |
| C        | Todd Lindeman    | Cincinnati Stuff  | definitivo |

| Cessioni | Cessioni           | Cessioni          | Cessioni       |
| R.       | Nome               | a                 | Modalità       |
| -------- | ------------------ | ----------------- | -------------- |
| AC       | Marcelo Damião     | Fortitudo Bologna | fine prestito  |
| AG       | Diego Fajardo      | Scaligera Verona  | fine contratto |
| G        | Srđan Jovanović    | Stella Rossa      | fine contratto |
| AG       | Luca Dalla Vecchia | Virtus Imola      | fine contratto |
| C        | Alexander Kühl     | Peristeri         | fine contratto |
| AP       | Travis Williams    | Shanghai Sharks   | fine contratto |
| GA       | Luca Ansaloni      | Viola R. Calabria | fine contratto |
| P        | Matt Santangelo    | Włocławek         | fine contratto |

### Dopo l'inizio della stagione
| Acquisti | Acquisti      | Acquisti          | Acquisti       | Acquisti   |
| R.       | Nome          | da                | Data           | Modalità   |
| -------- | ------------- | ----------------- | -------------- | ---------- |
| GA       | Luca Ansaloni | Viola R. Calabria | 3 ottobre 2001 | definitivo |

| Cessioni | Cessioni | Cessioni | Cessioni | Cessioni |
| R.       | Nome     | a        | Data     | Modalità |
| -------- | -------- | -------- | -------- | -------- |